# Conception (construction)
Pour les articles homonymes, voir Conception.

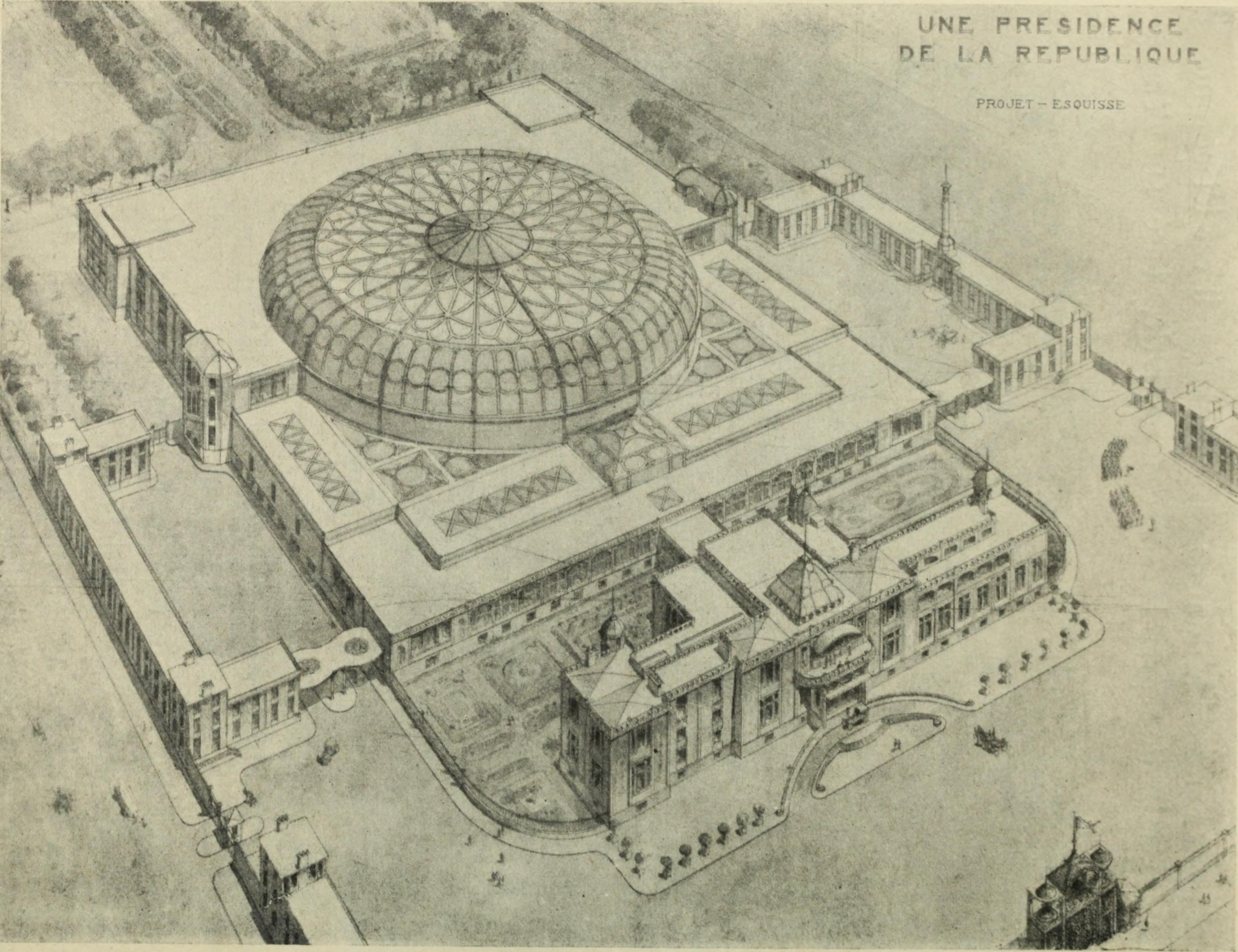
Exemple de conception architecturale au début du XXe siècle (1916).

La conception est la phase de création d'un projet de construction. Elle est une création de l'esprit. Le créateur aussi appelé maître d’œuvre, formalise, par tous les moyens qu'il juge utiles, le projet envisagé. Il dirige la conception pour le maître de l'ouvrage, client et demandeur du projet. Selon la complexité du projet, il fait appel à des bureaux d'études spécialisés en thermique, structure, acoustique…
La conception se fait dans le profond respect des règles de l'art. La conception se déroule en plusieurs phases (de l'esquisse jusqu'à la passation des contrats de travaux) durant lesquelles le projet de construction est affiné. À la fin de la conception, on passe à la phase d'exécution.
En architecture on appelle concepteur,le spécialiste de la conception, celui ou celle qui a appris les règles de l'art à travers les differents ateliers architecture au cours de sa formation.

## Réglementation de la maîtrise d’œuvre en France
La maîtrise d’œuvre est réglementée en France. Le recours obligatoire à un architecte est décrit dans l'article 3 de la loi du 3 janvier 1977 concernant l'architecture. Pour un particulier, le permis de construire doit être rédigé par un architecte lorsque la surface de plancher ou l'emprise au sol pour agrandir une construction existante ou pour construire après travaux dépassent 150 m2. En-dessous de cette surface, il peut faire appel à un maître d’œuvre qui n'est pas architecte ou à un constructeur de maison individuelle, ou réaliser la conception de sa maison lui-même.
Pour un exploitant agricole, cette obligation s'applique dans le cadre de construction ou d'extension de bâtiment à usage agricole de plus de 800 m2 et de serres de plus de 2 000 m2. Les personnes morales doivent recourir à l'architecte dans tous les cas. La maîtrise d’œuvre ou la conception peuvent être aussi confiées par le maître d'ouvrage à un architecte d'intérieur, toujours dans le respect de la loi no 77-2 du 3 janvier 1977.

## Choix de conception
La conception d'un projet de construction nécessite de connaître les règles de l'art s'appliquant aux bâtiments. Les choix de conception (dimensions de l'ouvrage, type de produits et de matériaux mis en œuvre, implantation) se font en prenant compte des demandes et besoin du client, mais également du contexte réglementaire (la législation varie d'un bâtiment à l'autre), technique (performance thermique souhaitée, type de matériau mis en œuvre, etc) et financier.
La non-prise en compte des règles de l'art présente le risque d'entraîner des conflits lors du chantier, des retards de livraison, des surcoûts, des non-conformités à la réglementation et des désordres.

## Les différents types de conception

### Conception traditionnelle
Un projet de construction comporte traditionnellement trois phases : la conception ou planification au Québec, l'exécution ou réalisation au Québec et l'exploitation. La phase de conception vise à déterminer les objectifs et les caractéristiques techniques et architecturale du projet. En France, la phase de conception comprend les études préliminaires, les études d'avant-projet et le projet. Au Québec, la conception comprend l’avant-projet, l’étude de faisabilité et la définition du projet. La phase de faisabilité est parfois considérée comme ne relevant pas de la conception.
Dans les pays anglo-saxon, le processus de construction traditionnel comprend également une phase de conception (Design), suivie d'une passation de marchés ou de contrats (Bid) et enfin de l’exécution (Build). Lors de la phase de conception, le maître d'ouvrage contracte avec un architecte qui prépare les documents nécessaires à la phase de contractualisation.

### Conception-réalisation
La conception-réalisation ou conception-construction est une organisation du projet de construction où une seule entreprise gère l'ensemble du projet. les pays anglo-saxon, ce processus de construction est désignée sous le nom de  Design-Build.
Cette représentation doit toutefois être adaptée au contexte français. En France, la conception-réalisation est un mode de passation des marchés de travaux, qui est attribué soit à une entreprise seule (pour les projets d'infrastructure) soit à un groupement comportant au moins une entreprise et un architecte (pour les projets de bâtiments neufs). Depuis 2016, pour les marchés publics, ces équipes de conception-réalisation doivent, comme pour tout marché global, identifier en leur sein une équipe de maîtrise d'œuvre.

### Conception intégrée
La conception intégrée est une organisation de travail où l'ensemble des parties prenantes du bâtiment (maîtrise d'ouvrage, maitrise d’œuvre, entreprise et exploitant) coopèrent dès le début du projet au sein d’une équipe multidisciplinaire.

## Les différentes phases de la conception en construction

### Études préliminaires
Elle est aussi appelée esquisse. Elle est réalisée en fonctions des différents paramètres liés au terrain, aux options de la construction envisagée par le maître d’ouvrage et de ses contraintes financières. Cette esquisse initiale permet une première visualisation du projet inséré dans le site. Cette étude est aussi accompagnée d'une première estimation des coûts. Le maître d’œuvre peut éventuellement proposer plusieurs options qui mettent l’accent sur telle ou telle condition évoquée par le maître d’ouvrage : minimisation des coûts de construction des coûts d’utilisation et d’entretien, pérennité de la construction, insertion optimale dans l’environnement naturel ou urbain, qualité architecturale.

### Études d'avant projet
Elles comprennent l'étude d'avant projet sommaire et l'étude d'avant projet définitif,. Lors de l'avant-projet, il peut être nécessaire de réaliser des études techniques spécifiques, à la charge du maître d'ouvrage.

#### L'étude d'avant-projet sommaire
Il s'agit d'une description précise des différentes options retenues pour le projet de bâtiment et une estimation du coût et de la durée des travaux. Une certaine tolérance peut être ménagée en fonction de la taille du projet et de l’état d’avancement actuel des travaux d’études et de construction. Ce document de travail sert à finaliser l’offre de services du maître d’œuvre.

#### L'étude d'avant-projet définitif

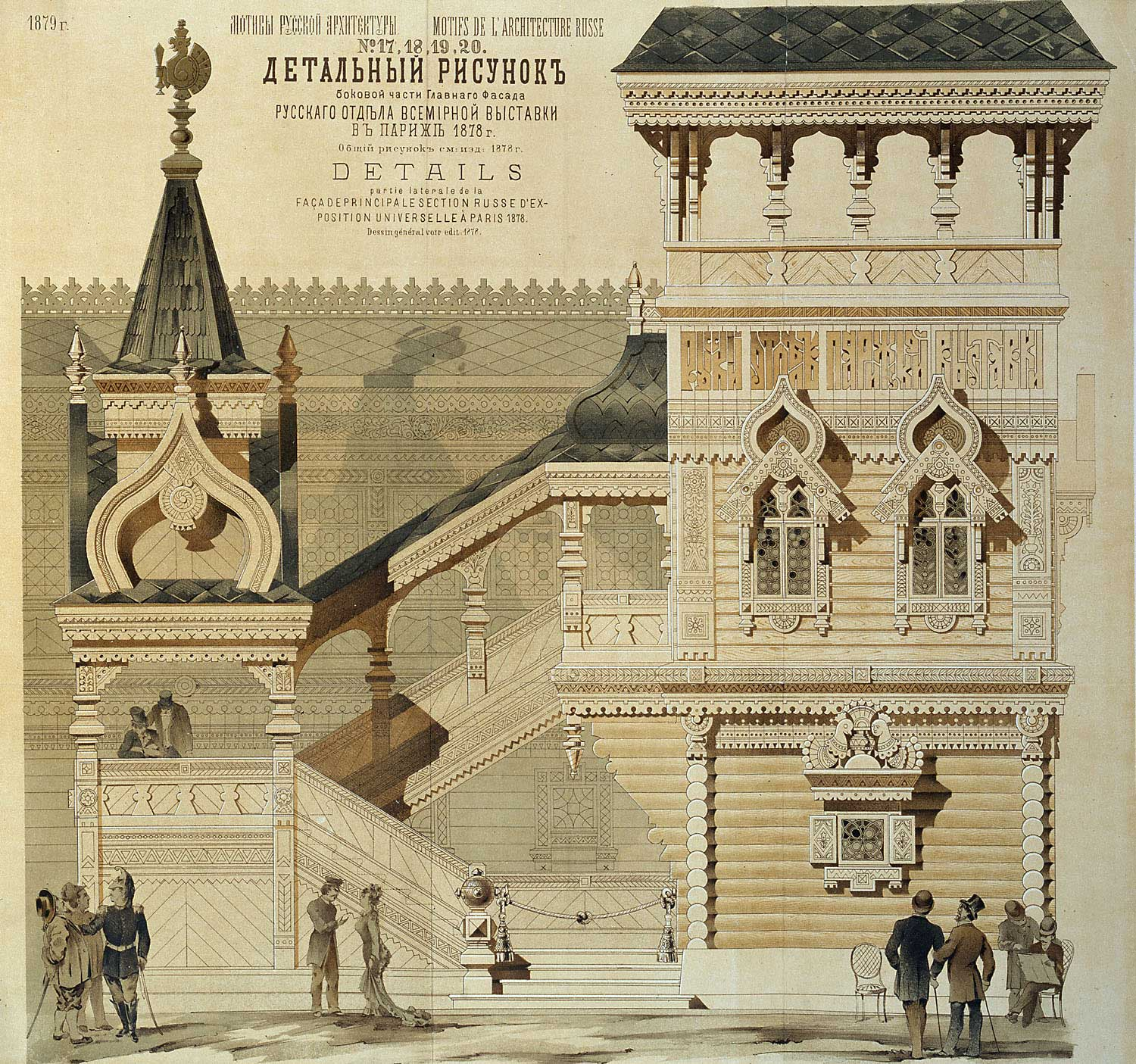
Dessin du Pavillon de la Russie par Ivan Ropet à l'exposition universelle de 1878

L'étude d'avant-projet définitif comprend les dernières mises au point effectuées en fonction des options retenues par le maître d'ouvrage lors de l'avant-projet sommaire. Le choix des matériaux est arrêté. L’ensemble des travaux sont précisés avec leur intégration au sein du projet et de la construction, et en conformité avec la réglementation thermique, de sécurité incendie, d'acoustique ou d'accessibilité selon les règlementations en vigueur.
L’estimation du coût prévisionnel des travaux est fournie par le maître d’œuvre. Les documents qui détaillent les caractéristiques définitives du projet architectural et des performances convenues sont rédigés de manière formelle. Ils forment le contrat qui précise point par point l’ensemble des services fournis par le maître d’œuvre au maître d’ouvrage durant les phases suivantes.
Cette dernière étape validée par le maître de l'ouvrage peut donner lieu au dépôt d'un permis de construire. Cette phase de mission est plus administrative que conceptuelle.

## Sélection des entreprises

### Dossier de consultation des entreprises
Le maître d’œuvre constitue le dossier de consultation des entreprises (DCE) qui détaille l’ensemble des caractéristiques techniques et administratives de chaque lot du projet et estime les budgets respectifs, afin que les entreprises intervenantes proposent des devis comparables. Celui-ci permet également de préciser le cadre de l’intervention des entreprises et de leurs relations avec le maître d’ouvrage et le maître d'œuvre. 
Dans le cadre d'un marché public en France, le DCE comprend plusieurs documents formalisés. Dans le cas de marchés privés, la consultation des entreprises est régie par des règles plus souples : il faut fournir un contrat de travaux qui peut ou non contenir un acte d'engagement et un CCAP, les pièces graphiques (par exemple, les plans architecturaux, les plans techniques des bureaux d'études) et écrites (par exemple, l'étude thermique), un descriptif des travaux (qui peut être un CCTP) et le calendrier prévisionnel des travaux.
Le maître d’œuvre assiste le maître d'ouvrage pour la sélection des différents prestataires. Il peut suggérer les services de telle ou telle entreprise en fonction des expériences passées. À la suite de la sélection des entreprises, le maître d’œuvre prépare les marchés dévolus à chacune des entreprises : celles-ci s’engagent contractuellement avec le maître d’ouvrage sur des coûts et des délais qu’elles devront respecter.

### Assistance aux contrats de travaux
Le maître d’œuvre consulte les entreprises capables d’intervenir et analyse les offres. Des négociations peuvent être conduites au nom du maître d’ouvrage et des modifications peuvent être apportées pour rentrer dans les budgets alloués. Une fois que les entreprises sont choisies, le projet de construction passe en phase d'exécution.